# Lustgarten

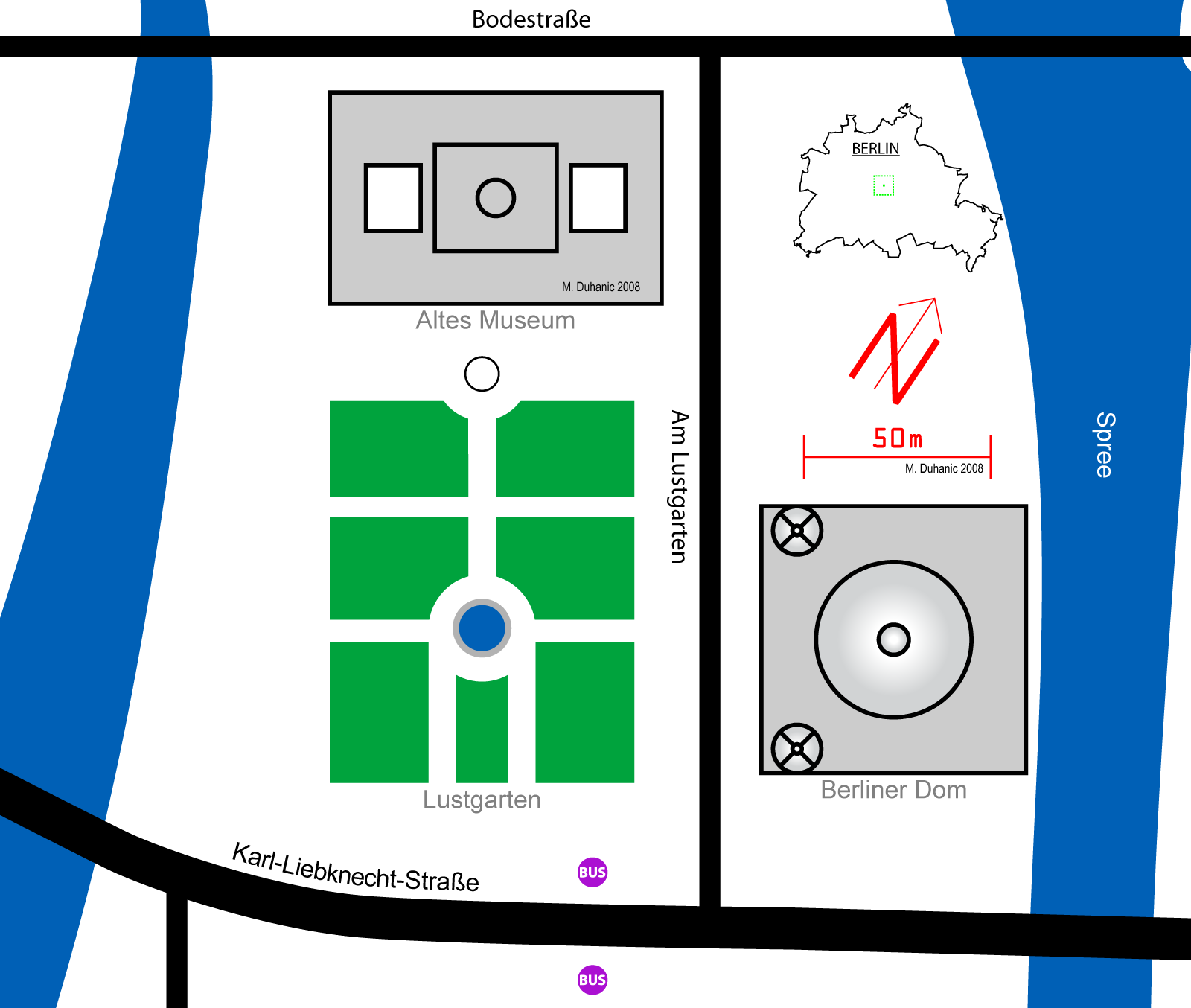
Mapa simplificado del Lustgarten, mostrando el Altes Museum (Museo Antiguo) y la Berliner Dom (Catedral de Berlín).

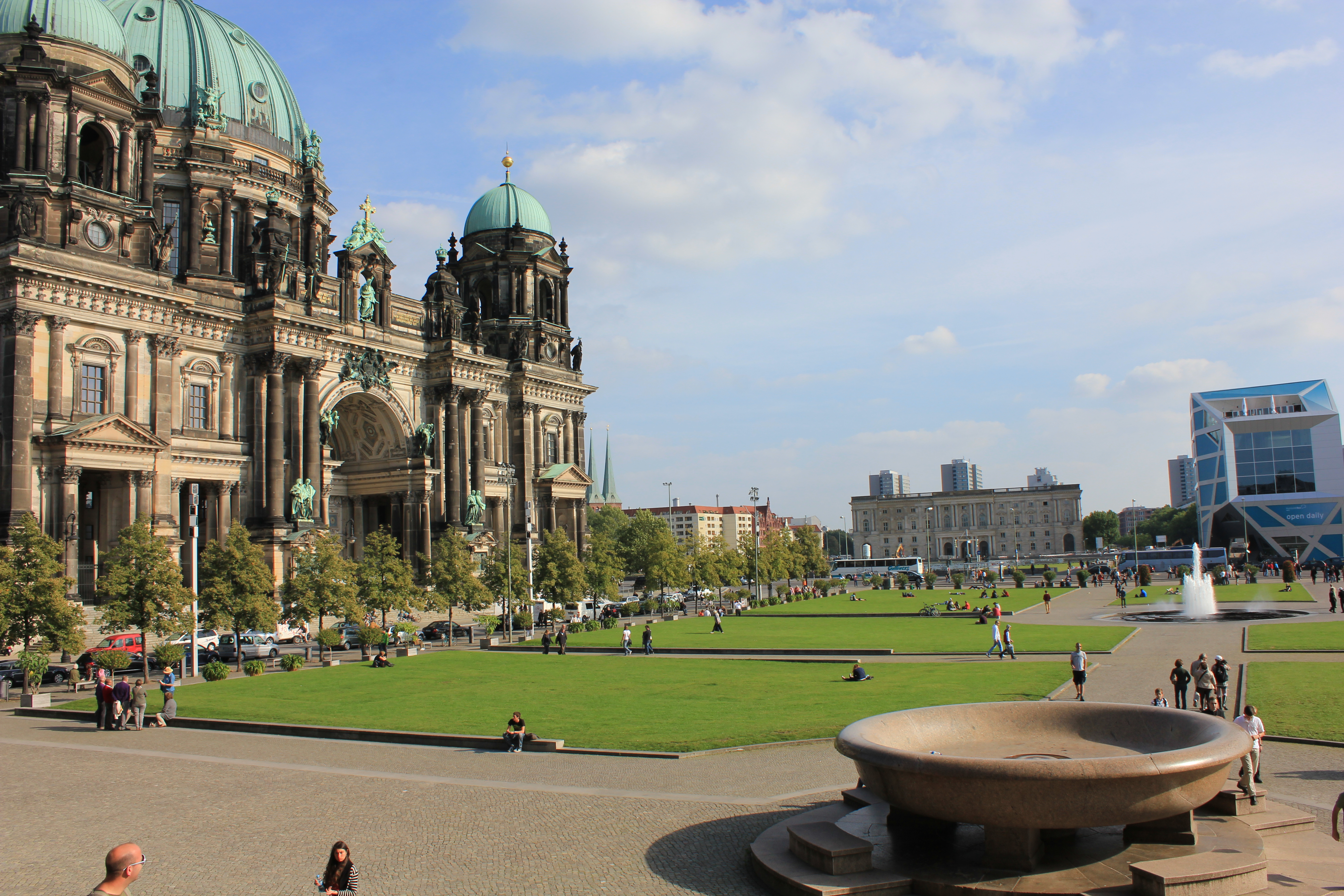
El Lustgarten, mirando hacia el noreste, hacia la Catedral de Berlín.

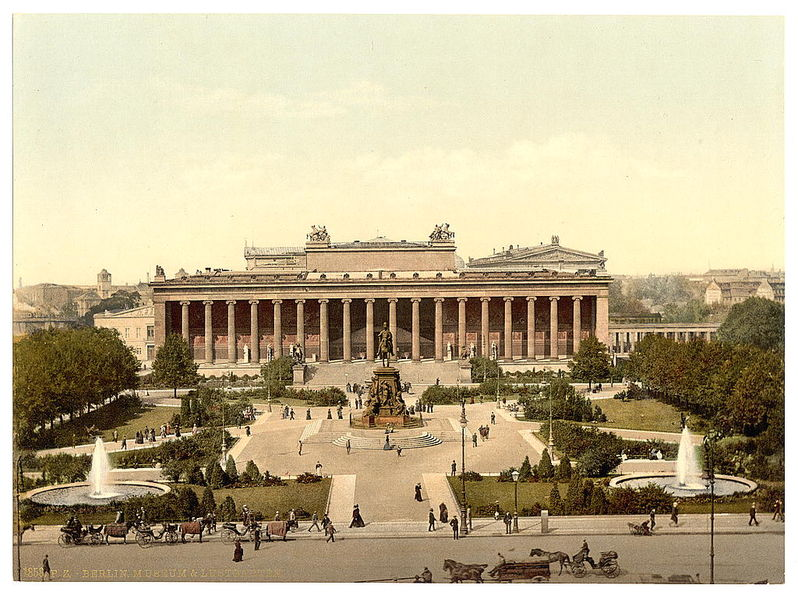
El Lustgarten en 1900, mirando hacia el Altes Museum, al noroeste.

El Lustgarten ("Jardín de Recreo") es un parque situado en la Isla de los Museos en el centro de Berlín, Alemania, cerca del antiguo Palacio Real de Berlín, del que formaba parte originalmente. En diferentes épocas de la historia, se ha usado como campo de desfiles, lugar para mítines masivos y parque público.

## Historia
La zona del Lustgarten se construyó originalmente en el siglo XVI como una huerta adjunta al Palacio, que sería posteriormente la residencia del Elector de Brandeburgo, el núcleo del futuro reino de Prusia. Tras la devastación de Alemania en la Guerra de los Treinta Años, Berlín fue reconstruida por Federico Guillermo (el Gran Elector) y su esposa, la holandesa Luisa Enriqueta de Nassau. Fue Luisa, con la ayuda del ingeniero militar Johann Mauritz y el jardinero paisajista Michael Hanff, quien en 1646 convirtió la antigua huerta en un jardín formal con fuentes y caminos geométricos, y le dio su nombre actual.
En 1713, Federico Guillermo I subió al trono de Prusia y se dedicó a convertir Prusia en un Estado militarizado. Arrancó el jardín de su abuela e hizo del Lustgarten un campo de desfiles cubierto de arena: la Plaza de París (Pariser Platz), cerca de la Puerta de Brandeburgo, y Leipziger Platz también fueron dispuestas como campos de desfiles en esta época. En 1790, Federico Guillermo II permitió que el Lustgarten volviera a ser un parque, pero durante la ocupación francesa de Berlín, en 1806, Napoleon ordenó que las tropas ejercitaran aquí.
A comienzos del siglo XIX, el ampliado y cada vez más rico reino de Prusia emprendió grandes remodelaciones del centro de Berlín. Se construyó un gran edificio neoclásico, el Altes Museum, en el lado noroeste del Lustgarten, según planos del destacado arquitecto Karl Friedrich Schinkel. Entre 1826 y 1829, el Lustgarten fue rediseñado por Peter Joseph Lenné, con caminos formales que dividían el parque en seis sectores. Una fuente de trece metros de altura en el centro, impulsada por un motor de vapor, era una de las maravillas de la época. Entre 1894 y 1905, la antigua iglesia protestante en el lado norte del parque fue sustituida por un edificio mucho más grande, la Catedral de Berlín (en alemán, "Berliner Dom"), diseñada por Julius Carl Raschdorff. En 1871, la fuente fue reemplazada por una gran estatua ecuestre de Federico Guillermo III.
Durante los años de la República de Weimar, el Lustgarten sirvió a menudo para manifestaciones políticas. Los socialistas y comunistas celebraban aquí manifestaciones con frecuencia. En agosto de 1921, 500 000 personas se manifestaron contra la violencia de la extrema derecha. Tras el asesinato del Ministro de Relaciones Exteriores Walther Rathenau en junio de 1922, 250 000 personas protestaron en el Lustgarten. En febrero de 1933, 200 000 personas se manifestaron contra el nuevo régimen nazi de Adolf Hitler: poco después se prohibió la oposición pública al régimen. Bajo el régimen nazi, el Lustgarten se convirtió en un lugar de mítines masivos. En 1934, fue pavimentado y se retiró la estatua ecuestre. Hitler pronunció mítines masivos de hasta un millón de personas.
A finales de la Segunda Guerra Mundial, en 1945, el Lustgarten era un terreno vacío. La República Democrática Alemana dejó el pavimento de Hitler en su lugar, pero plantó tilos alrededor del campo de desfiles para reducir su apariencia militar. Toda la zona se renombró Marx-Engels-Platz. Se demolió el Palacio Real y posteriormente fue sustituido por el moderno Palacio de la República.
Tras la reunificación alemana en 1990, comenzó un movimiento para restaurar el Lustgarten a su papel anterior como parque. En 1997, el Senado de Berlín encargó al arquitecto paisajista Hans Loidl que rediseñara la zona con el espíritu del diseño de Lenné, y las obras comenzaron en 1998. El Lustgarten contiene ahora fuentes y es una vez más un parque en el centro de un Berlín unificado.